# White Lovers (Siavasze na toki)
A White Lovers (Siavasze na toki) (White Lovers -幸せなトキ-; Hepburn: White Lovers (Shiawase na Toki)) Gackt japán énekes kislemeze, mely 2012. december 19-én jelent meg az HPQ kiadónál. A címadó dal a Kissmark snowboardmárka reklámjában szerepelt. A kislemezt Európában a Gan-Shin kiadó jelentette meg 2015-ben.

## Számlista
Az összes szám szerzője Gackt C. 
| 1. | White Lovers (Siavasze na toki) (White Lovers -幸せなトキ-; Hepburn: White Lovers (Shiawase na Toki)) |  |
| 2. | One More Kiss                                                                                         |  |
| 3. | White Lovers (Siavasze na toki) (Instrumental)                                                        |  |
| 4. | One More Kiss (Instrumental)                                                                          |  |

| 1. | White Lovers (Shiawase na Toki) (Music Film) |  |

## Slágerlista-helyezések
Oricon
| Dátum              | Slágerlista | Típus              | Legmagasabb helyezés | Eladás |
| ------------------ | ----------- | ------------------ | -------------------- | ------ |
| 2012. december 19. | Oricon      | heti kislemezlista | 7                    | 12 840 |
| 2012. december 19. | Oricon      | havi kislemezlista | 34                   |        |

Billboard Japan
| Slágerlista (2012)      | Legmagasabb helyezés |
| ----------------------- | -------------------- |
| Billboard Japan Hot 100 | 11                   |